# Мировий Октябрь
Мировий Октябрь (рос. Мировой Октябрь) — селище, підпорядковане місту Борисоглєбську Воронезької області Російської Федерації.
Населення становить 154 особи. Входить до складу муніципального утворення Борисоглєбський міський округ.

## Історія
Населений пункт розташований у межах суцільної української етнічної території, частини Східної Слобожанщини. До Перших визвольних змагань належав до Воронезької губернії.
Згідно із законом від 15 жовтня 2004 року входить до складу муніципального утворення Борисоглєбський міський округ.

## Населення
| 2010 |
| ---- |
| 154  |